# Суперкубок Англії з футболу 1908
Суперкубок Англії з футболу 1908 — 1-й розіграш турніру. У новостореному змаганні взяли участь переможець Футбольної ліги Англії «Манчестер Юнайтед» та переможець Південної Футбольної ліги «Квінз Парк Рейнджерс». Матч, який відбувся 27 квітня 1908 року, закінчився з нічийним рахунком 1:1, тому був призначений матч-перегравання. У ньому, який був проведений 29 серпня 1908 року, перемогу з розгромним рахунком 4:0 та перший титул володаря Суперкубка Англії здобув клуб із Манчестера.
| Володар Суперкубка Англії 1908   |
| -------------------------------- |
|                                  |
| «Манчестер Юнайтед» Перший титул |

## Матч

### Перший матч
| 27 квітня 1908 |

| «Манчестер Юнайтед» | 1–1      | «Квінз Парк Рейнджерс» |
| ------------------- | -------- | ---------------------- |
| Мередіт             | Протокол | Кеннон                 |

| Стемфорд Бридж, Лондон Глядачів: 12 000 |

| В                |  | Гаррі Могер       |
| З                |  | Джордж Стейсі     |
| З                |  | Герберт Берджесс  |
| ПЗ               |  | Дік Дакворт       |
| ПЗ               |  | Чарлі Робертс (c) |
| ПЗ               |  | Алекс Белл        |
| Н                |  | Біллі Мередіт     |
| Н                |  | Джиммі Банністер  |
| Н                |  | Джиммі Тернбулл   |
| Н                |  | Сенді Тернбулл    |
| Н                |  | Джордж Волл       |
| Головний тренер: |  |                   |
| Ернест Менгналл  |  |                   |

| В                |  | Чарлі Шоу         |
| З                |  | Джон Макдональд   |
| З                |  | Джо Фідлер        |
| ПЗ               |  | Івлін Лінтотт     |
| ПЗ               |  | Джон Маклін       |
| ПЗ               |  | Самюель Даунінг   |
| Н                |  | Фредерік Пентланд |
| Н                |  | Френк Кеннон      |
| Н                |  | Персі Скілтон     |
| Н                |  | Алфред Гіттінз    |
| Н                |  | Біллі Бернс       |
| Головний тренер: |  |                   |
| Джеймс Кауан     |  |                   |

### Матч-перегравання
| 29 серпня 1908 |

| «Манчестер Юнайтед» | 4–0      | «Квінз Парк Рейнджерс» |
| ------------------- | -------- | ---------------------- |
| Д.Тернбулл Волл     | Протокол |                        |

| Стемфорд Бридж, Лондон Глядачів: 10 000 |

| В                |  | Гаррі Могер       |
| З                |  | Джордж Стейсі     |
| З                |  | Герберт Берджесс  |
| ПЗ               |  | Дік Дакворт       |
| ПЗ               |  | Чарлі Робертс (c) |
| ПЗ               |  | Алекс Белл        |
| Н                |  | Біллі Мередіт     |
| Н                |  | Джиммі Банністер  |
| Н                |  | Джиммі Тернбулл   |
| Н                |  | Джек Пікен        |
| Н                |  | Джордж Волл       |
| Головний тренер: |  |                   |
| Ернест Менгналл  |  |                   |

| В                |  | Чарлі Шоу       |
| З                |  | Джон Макдональд |
| З                |  | Джо Фідлер      |
| ПЗ               |  | Івлін Лінтотт   |
| ПЗ               |  | Джон Маклін     |
| ПЗ               |  | Самюель Даунінг |
| Н                |  | Дж.Макнот       |
| Н                |  | Френк Кеннон    |
| Н                |  | Персі Скілтон   |
| Н                |  | Алфред Гіттінз  |
| Н                |  | Біллі Бернс     |
| Головний тренер: |  |                 |
| Джеймс Кауан     |  |                 |